# Blaževci (Vrbovsko)
Blaževci su selo u Hrvatskoj, u Primorsko-goranskoj županiji.

## Zemljopis, smještaj
Blaževci se nalaze u Gorskom kotaru, oko 6 km sjeverozapadno od Lukovdola na području grada Vrbovsko. Na nadmosrkoj je visini od 190 m. Pokupsko je to naselje kojeg s jedne strane okružuje brdo Radočaj, a s druge rijeka Kupa koja ga dijeli od susjedne države Slovenije. Tu je i malogranični prijelaz koji povezuje dvije države. Zbog blizine granice lokalno stanovništvo je često rodbinski ili poslovno povezano sa susjednom Slovenijom.

## Stanovništvo
Prema popisu stanovništva iz 2001. g. u Blaževcima je živjelo 38 stanovnika,  a s oklonim zaselcima Štefancima, Zapeći i Plemenitašom 105. Nekada je u Blaževcima živjelo preko 200 stanovnika.
| broj stanovnika | 238   | 221   | 233   | 237   | 183   | 151   | 122   | 107   | 113   | 103   | 93    | 67    | 44    | 89    | 38    | 38    | 34    |
|                 | 1857. | 1869. | 1880. | 1890. | 1900. | 1910. | 1921. | 1931. | 1948. | 1953. | 1961. | 1971. | 1981. | 1991. | 2001. | 2011. | 2021. |

## Znamenitosti
U selu je  kapela sv. Ivana, a crkva sv.Antuna iz 1753. godine nalazi se u susjednom Plemenitašu te je ona ujedno i sjedište župe osnovane 1807. godine.
U obližnjem mjestu Zapeć nalazi se državna stanica za vodostaj rijeke Kupe.

## Gospodarstvo
U Blaževcima već dulji niz godina uspješno radi pilana koja zapošljava oko 15 ljudi.
Donekle je razvijen turizam; mjesto ljeti posjećuju turisti, izletnici, vikendaš i kupači. Nekoliko kuća koriste se kao smještajni kapaciteti. Na Kupi je moguća vožnja čamcima - rafting.

## Galerija
- Stara kuća.
- Improvizirana vikendica.
- Lipov vrh.
- Granični prijelaz.